# VRC02
VRC02 é um anticorpo que não permite a infecções de células humanas pelo vírus HIV in vitro. A descoberta do VRC02 foi publicada na revista científica Science em 9 de julho de 2010. Tem como mecanismo de ação básico impedir a conexão de um receptor do vírus com a célula, pois VRC02 é capaz de ligar-se a este receptor, e assim não causaria infecção. Cientistas acreditam ser possível desenvolver uma vacina contra a Aids.